# Erik A. Frandsen
Erik August Frandsen (født 20. april 1957) er en dansk maler og grafiker. Var i 1981 medstifter af Værkstedet Værst sammen med Christian Lemmerz, Lars Nørgård, Jacob Schokking, Ane Mette Ruge og Dorte Østergård Jacobsen.
Angels and Ghosts også kaldet "Drømmetårnet" er en kunstinstallation ved Langkær Gymnasium & HF i Tilst fra 2006 udført sammen med Jens Bertelsen, udført i spejlblankt stål med ”ridser” udført af Erik A. Frandsen. Samme materialer og metode har Erik A. Frandsen brugt ved udsmykningen af et rum i kronprisens palæ.

## Hædersbevisninger
- 16. april 2010: Ridderkorset af Dannebrogordenen

## Ekstern henvisning
- Erik A. Frandsen på Kunstindeks Danmark/Weilbachs Kunstnerleksikon

Læs mere om værket Angels and Ghosts på Kunst på stedet (Webside ikke længere tilgængelig)
|  | Artiklen om Erik A. Frandsen kan blive bedre, hvis der indsættes et (bedre) billede Du kan hjælpe ved at afsøge Wikimedia Commons for et passende billede eller uploade et godt billede til Wikimedia Commons iht. de tilladte licenser og indsætte det i artiklen. |